# اسفنگره
اسفنگره یکی از روستاهای استان آذربایجان شرقی است که در دهستان قوری‌گل بخش مرکزی شهرستان بستان‌آباد واقع شده‌است.این روستا ۱۰۸ نفر جمعیت دارد.